# Rybaki (powiat hajnowski)
Rybaki – wieś w Polsce położona w województwie podlaskim, w powiecie hajnowskim, w gminie Narew.
| SIMC    | Nazwa    | Rodzaj  |
| ------- | -------- | ------- |
| 0036558 | Gramotne | kolonia |

W latach 1975–1998 miejscowość należała administracyjnie do województwa białostockiego.
We wsi znajduje się kaplica prawosławna pod wezwaniem św. Jana Złotoustego, podlegająca parafii Podwyższenia Krzyża Pańskiego w Narwi. Natomiast wierni kościoła rzymskokatolickiego należą do parafii Wniebowzięcia Najświętszej Maryi Panny i św. Stanisława Biskupa i Męczennika w Narwi.
Wieś w 2011 roku zamieszkiwało 40 osób.

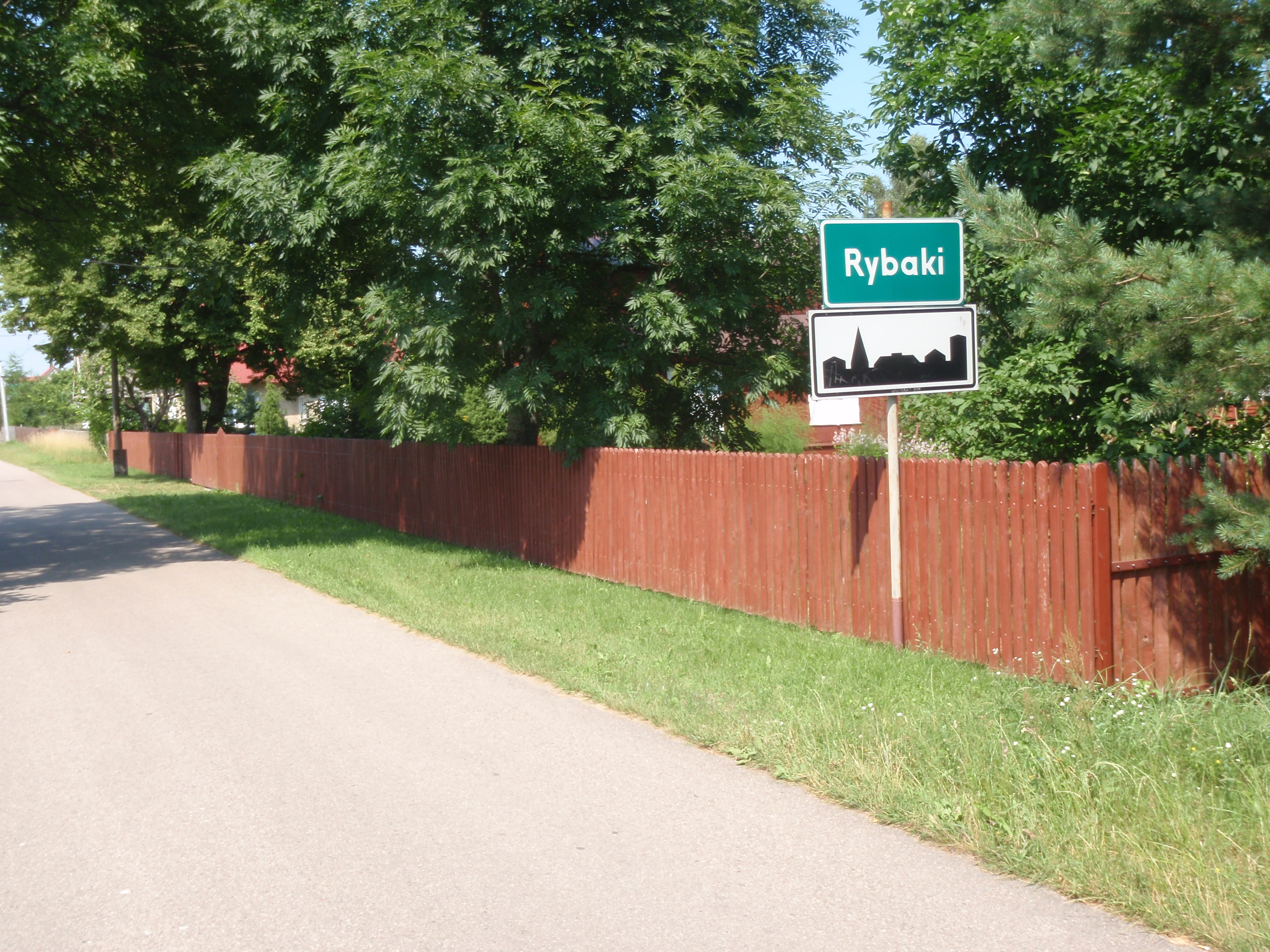
Wjazd do wsi
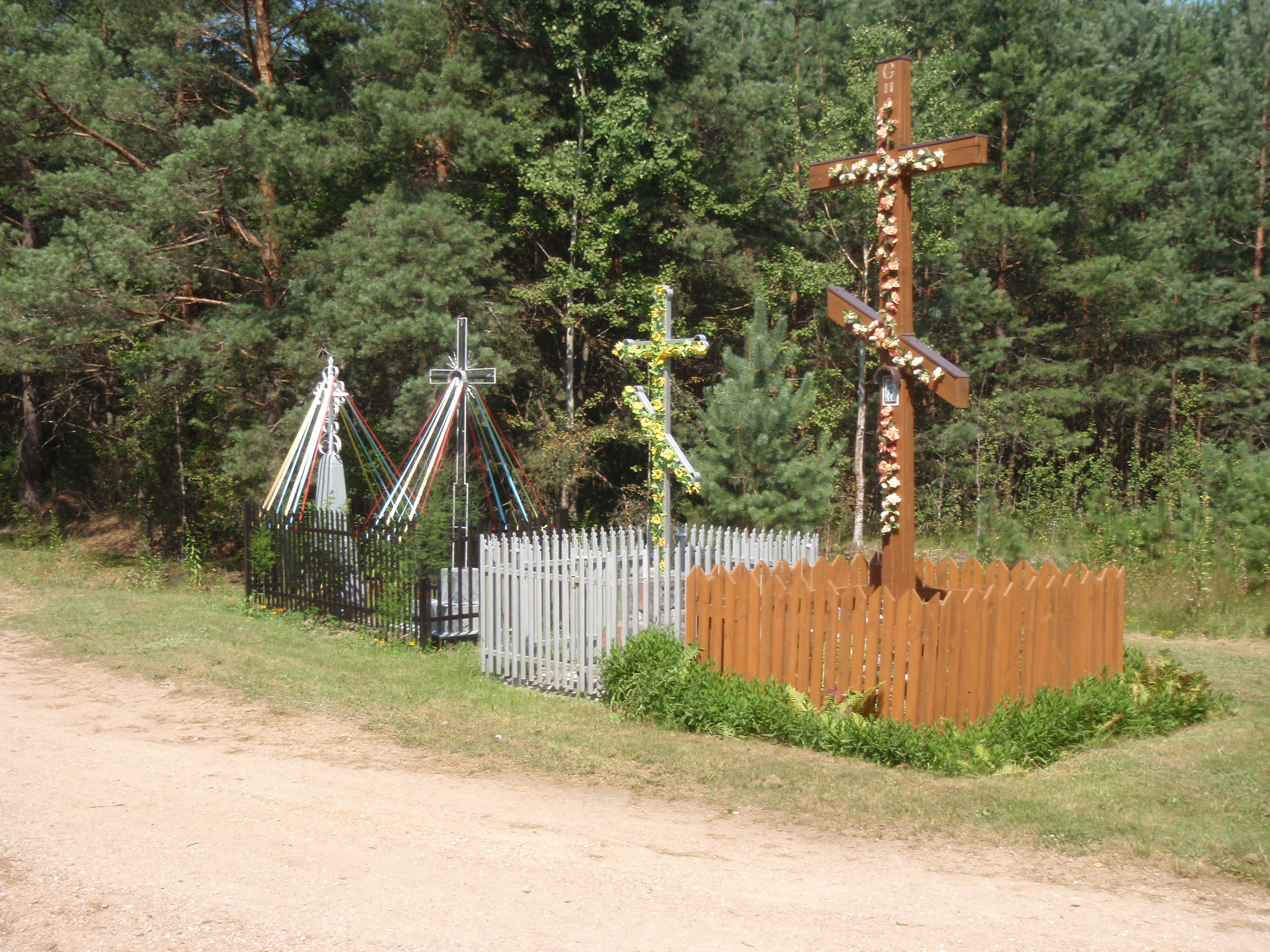
Krzyże obu wyznań